# Villa Koebig
Die Villa Koebig liegt in der Schillerstraße 18 im Stadtteil Alt-Radebeul der Stadt Radebeul in Sachsen. Das mitsamt seiner explizit erwähnten „hölzernen Eingangsvorhalle“ und der Einfriedung unter Denkmalschutz stehende Gebäude wurde 1900 von dem Oberlößnitzer Architekten Oswald Haenel entworfen und von der Baufirma „Gebrüder Ziller“ errichtet.

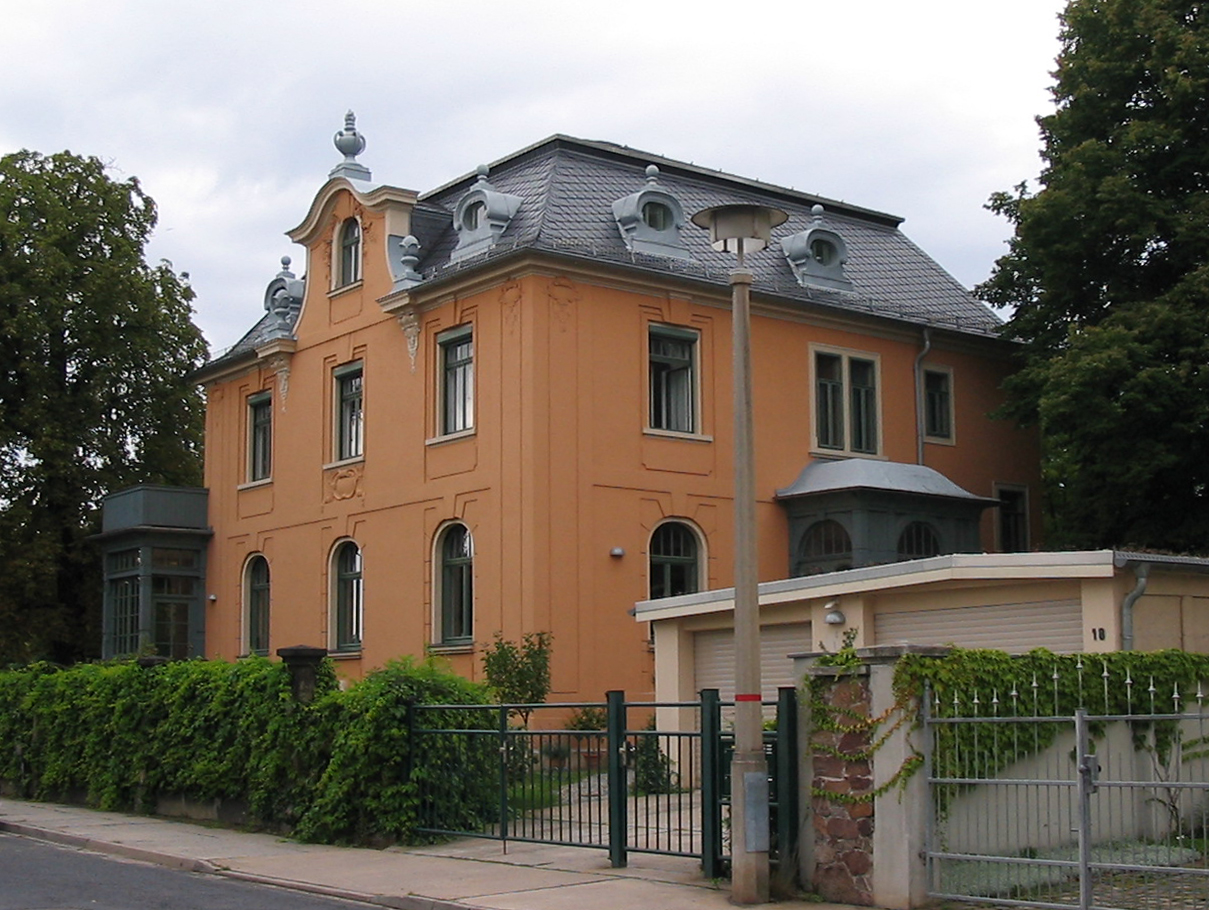
Villa Koebig, Schillerstraße

## Beschreibung

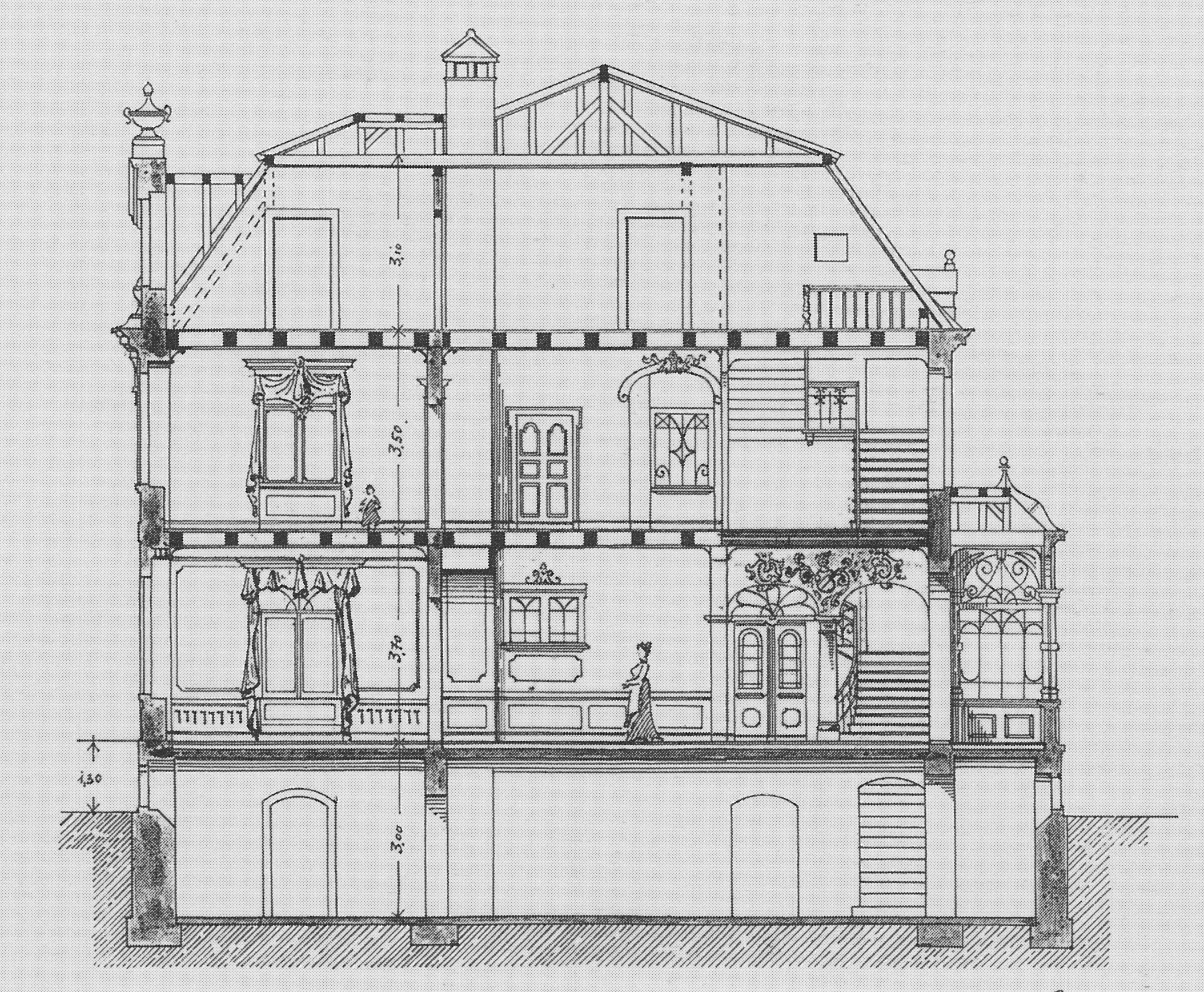
Schnitt, 1900

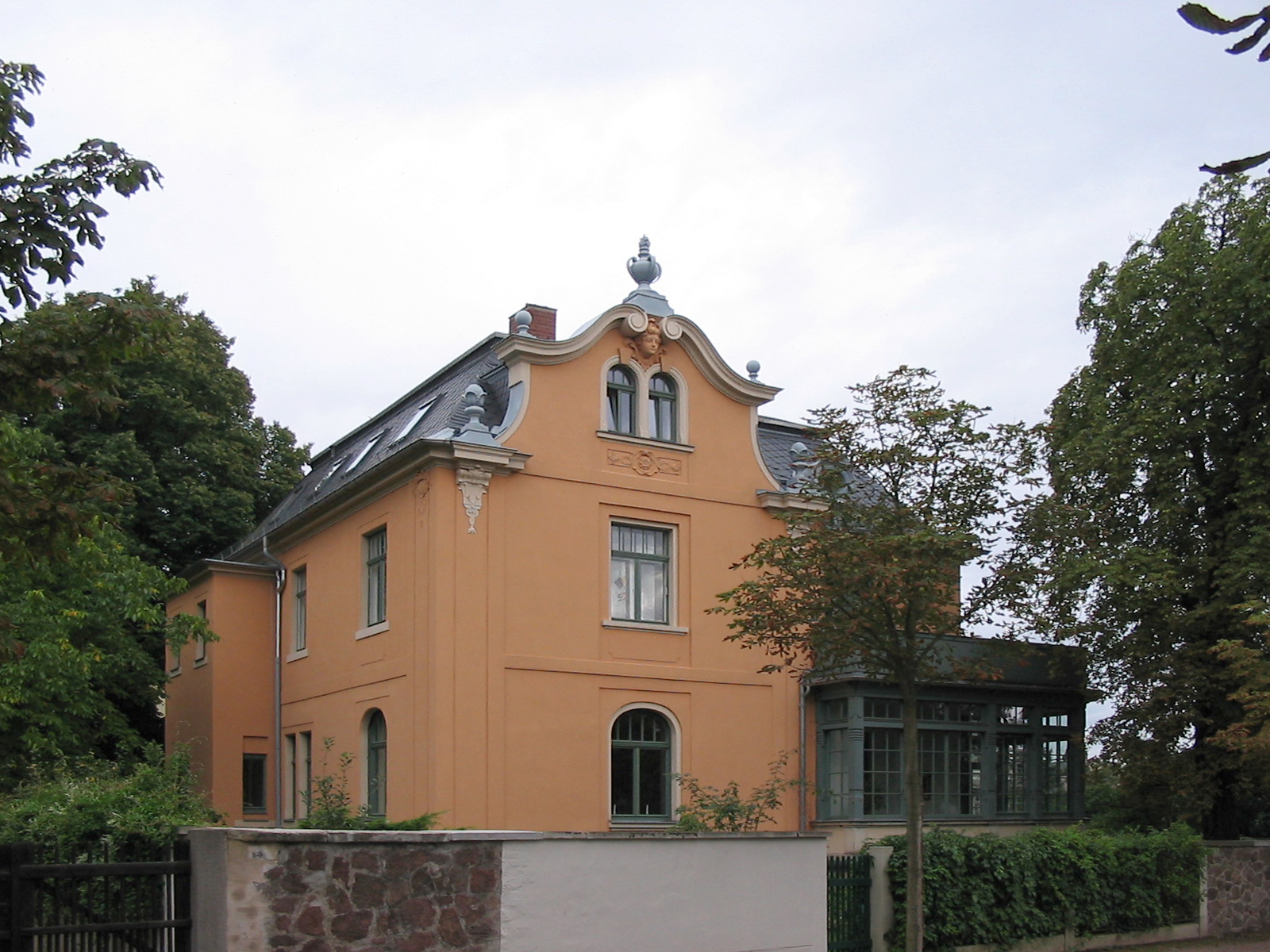
Villa Koebig, Karl-Marx-Straße

Die für den Radebeuler Fabrikbesitzer August Koebig, den Besitzer der Radebeuler Maschinenfabrik August Koebig, gebaute repräsentative Villa ist ein zweigeschossiges, neobarockes Gebäude auf einem großen Eckgrundstück. Die Ansicht zur Schillerstraße ist achsensymmetrisch mit einem geschweiften Giebel mit Vasenbekrönung vor dem schiefergedeckten Dach, die Ansicht zur Karl-Marx-Straße zeigt einen Seitenrisaliten, ebenfalls mit einem geschweiften Giebel.
Zur Ecke des Grundstücks an der Straßenkreuzung hin befindet sich eine später aufgestockte Veranda. Der Eingang an der rechten Seite der Schillerstraße befindet sich in einem verandenförmigen Vorbau. Der Putz trägt reichen Stuckdekor, im Mansarddach befinden sich mehrere Lukarne mit ovalen Fenstern.